# Derepodichthys alepidotus
Derepodichthys alepidotus és una espècie de peix de la família dels zoàrcids i de l'ordre dels perciformes.

## Morfologia
- Els mascles poden assolir 16 cm de longitud total.[3][4]

## Hàbitat
És un peix marí i d'aigües profundes que viu entre 1.000-2.904 m de fondària.

## Distribució geogràfica
Es troba des de la Colúmbia Britànica fins al Golf de Califòrnia.

## Observacions
És inofensiu per als humans.